# تين باسق
تين باسق (الاسم العلمي:Ficus altissima) هو نوع من النباتات يتبع جنس التين من الفصيلة التوتية.

## معرض صور

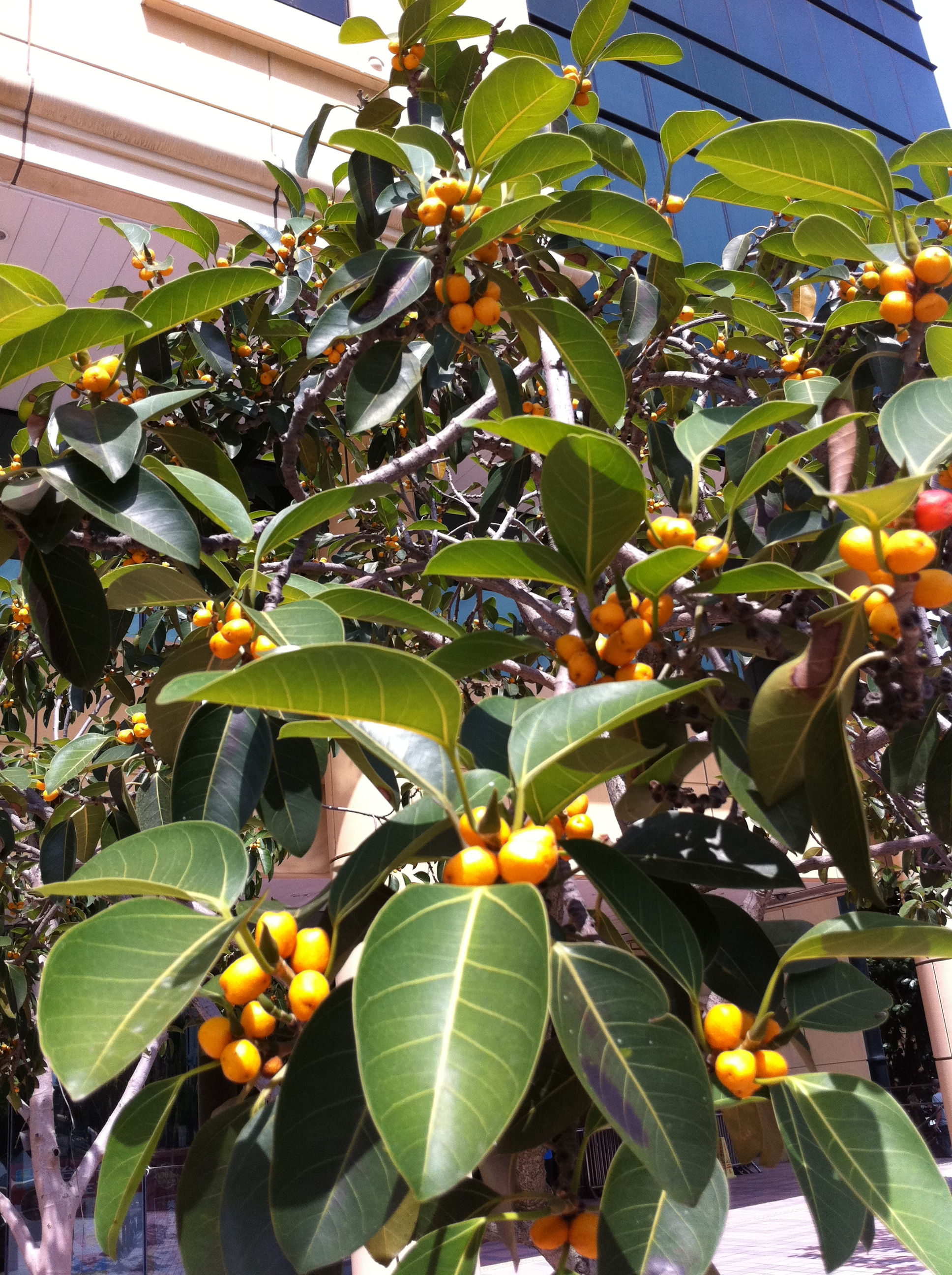
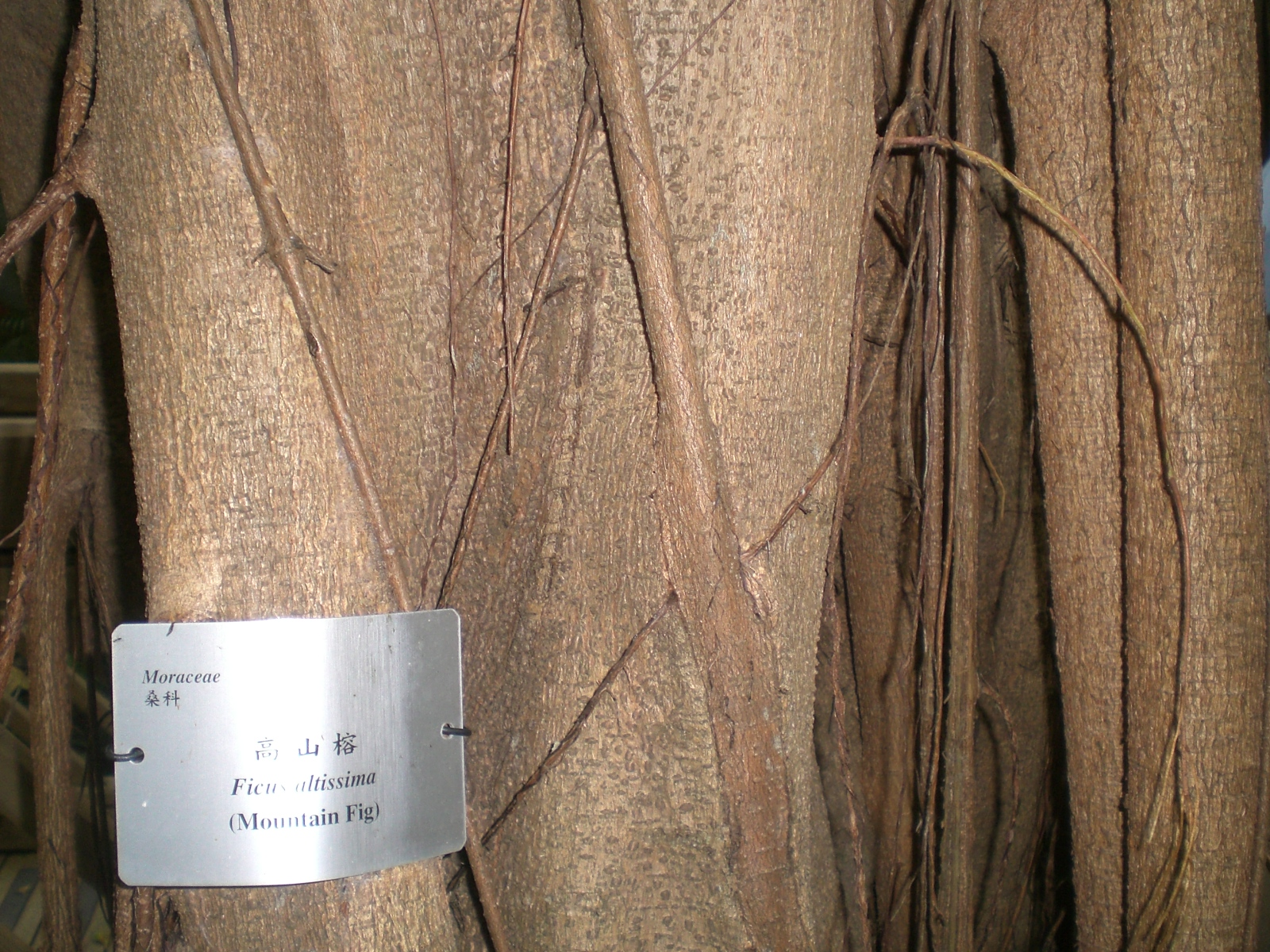
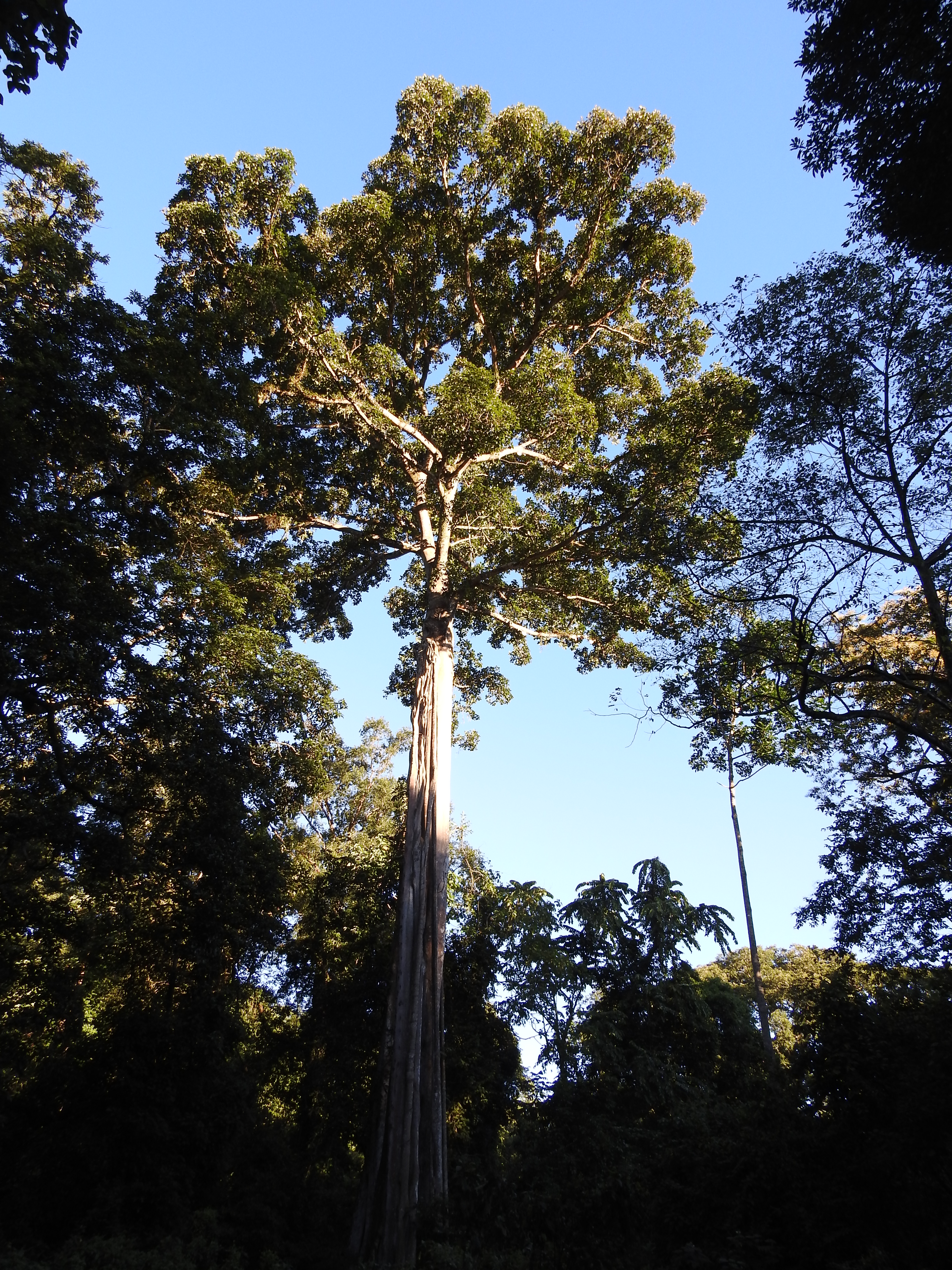